# Urolophus circularis
Urolophus circularis là một loài cá đuối ít được biết đến trong họ Urolophidae. Đây là loài đặc hữu của vùng biển phía nam Úc, nó sống trong môi trường có thực vật hoặc đá.